# Suhi Dol (Surdulica)
Suhi Dol (Servisch cyrillisch Сухи Дол) is een plaats in de Servische gemeente Surdulica. De plaats telt 69 inwoners (2002).